# Márcio Nobre
Márcio Nobre (født 6. november 1980) er en tidligere brasiliansk fodboldspiller.